# تومیگوسوکو، اوکیناوا
تومیگوسوکو در استان اوکیناوا در کشور ژاپن  واقع شده‌است  که دارای جمعیت ۵۴٬۵۸۶ نفر و مساحت ۱۹٫۴۵ کیلومتر مربع با تراکم جمعیت ۲٬۷۵۱  نفر در کیلومترمربع است و در تاریخ ۱ آوریل ۲۰۰۲ به عنوان شهر شناخته شد.